# ناچو (بازیکن فوتبال، زاده ۱۹۸۰)
ناچو (انگلیسی: Nacho؛ زادهٔ ۲۴ ژوئن ۱۹۸۰) بازیکن فوتبال اهل اسپانیا است.
از باشگاه‌هایی که در آن بازی کرده‌است می‌توان به باشگاه فوتبال رئال سوسیداد، باشگاه فوتبال رئال بتیس، باشگاه فوتبال لوانته، باشگاه فوتبال ختافه، و باشگاه فوتبال مالاگا اشاره کرد.